# Чайка (авиобаза)
Вижте пояснителната страница за други значения на Чайка.
Морска вертолетна авиобаза „Чайка“ е разположена на брега на Варненското езеро, в границите на днешния район Аспарухово. Старото му име е „Пейнерджик“ („мандра“).

## Създаване и първи години
Строежът на летище за хидроплани на това място е започнат от германски специалисти през 1915 – 1916 година. Първоначално там са дислоцирани германски хидроплани от типовете „Фридрихсхафен“ и „Румплер“. За първи командир на базата е определен лейтенант Преслав Ляпчев, който загива при тренировъчен полет в Германия през юни 1916 г.
Първият боен полет над море от български екипаж е осъществен през декември 1916 г., когато е прогонен руският крайцер „Память Меркурия“.
На 1 май 1917 г. във Варна се сформира самостоятелната българска водохвърчилна станция, с което е поставено началото на българската морска авиация. На тази дата летището официално преминава под българско командване. Поделението разполага с 4 германски хидроплана.
След подписването на Ньойския договор хидропланите са унищожени на летище Божурище.

## Следвоенна история
На 14 октомври 1959 г. е сформирана противолодъчна ескадрила в състава на Военновъздушните сили. Първоначално тя е базирана на летище Враждебна и е въоръжена с вертолети Ми-4М. През май 1961 г. ескадрилата се пребазира на летище „Чайка“ и на подчинение на Военноморските сили.
През периода 1979 – 1982 г. на въоръжение постъпват вертолети Ми-14ПЛ (противолодочный – за борба с подводни лодки) и Ми-14БТ (на руски: буксировщик минных тралов – за буксиране на минни тралове), които заменят остарелите Ми-4.
На 9 октомври 2011 г. е получен първият хеликоптер „Panther“ (Eurocopter AS565 Panther) от поръчаните общо 6 броя. Доставени са 3 вертолета, а останалите 3 са отказани поради липса на средства.

## Текущо състояние
- 2 вертолета „Panther“ (Eurocopter AS565 Panther) (третият вертолет от тази серия е загубен при инцидент на 9 юни 2017);
- 1 вертолет AS 365N3 „Dauphin” (Дофин) (получен 2019г.)
- 3 вертолета за борба с подводници „Ми-14“, на които предстои модернизиране и са приземени.

От 1 август 2012 г. вертолетите „Panther“ носят денонощно дежурство за участие в операции по търсене, спасяване и оказване на помощ на бедстващи кораби и летателни апарати.

## Инциденти
На 29 януари 1966 година, при пребазиране от летище „Балчик“ на летище „Чайка“, вертолет Ми-4 с бордови номер 55 претърпява катастрофа във Варненското езеро. Загива целият екипаж:
- подполковник Дамян Димитров Алексиев – командир на вертолетната ескадрила;
- майор Николай Василев Василев – началник на щаба на ескадрилата;
- майор Петър Тодоров Пенков – щурман на ескадрилата.

В авиобаза „Чайка“ има издигнат паметник на загиналите летци.
На 9 юни 2017 при изпълнение на задача по време на тактическото учение „Черно море – 2017“ вертолет AS565MB Panther пада в Черно море, на около 7 морски мили източно от устието на река Камчия, при което загива командирът на екипажа майор Георги Анастасов.